# Незнакомка из Уайлдфелл-Холла (мини-сериал, 1996)
«Незнако́мка из Уа́йлдфелл-Хо́лла» — мини-сериал, снятый по роману Энн Бронте «Незнакомка из Уайлдфелл-Холла», опубликованному в 1848 году и имевшему большой успех.

## Сюжет
В Уайлдфелл-Холл прибывает загадочная женщина с ребёнком, которая старается держаться обособленно от его обитателей, чем вызывает массу слухов. Однако преуспевающего фермера Гилберта Маркхема привлекает в ней не только аура загадочности, и вскоре он узнаёт истинную причину её появления в Уайлдфелл-Холле…

## В ролях
- Тоби Стивенс — Гилберт Маркхем
- Тара Фицджеральд — Хелен Грэхем
- Руперт Грейвс — Артур Хантингдон-старший
- Сара Бэдел[англ.] — Рэйчел
- Джексон Лич — Артур Хантингдон-младший
- Шон Галлахер[англ.] — Уолтер Харгрейв
- Джонатан Кейк — Хэттерсли
- Джо Абсолом[англ.] — Фергес Маркхем
- Кеннет Крэнем — Преподобный Миллуорд
- Пэм Феррис — Миссис Маркхем
- Кэти Мёрфи[англ.] — Мисс Майерс
- Палома Баэса[англ.] — Роза Маркхем
- Аран Белл — Ричард Уилсон
- Миранда Плезенс — Элиза Миллуорд
- Джеймс Пьюрфой — Фредерик Лоренс
- Ким Дарем — Бенсон
- Доминик Роуэн[англ.] — лорд Лоуборо
- Бети Эдни — Аннабелла
- Джанет Дэйл — миссис Уилсон
- Сюзанна Уайс[англ.] — Милисент
- Карен Уэствуд[англ.] — Джейн Уилсон

## Награды и номинации
Полный перечень наград и номинаций — на сайте IMDB
| Премия                        | Категория                                    | Имя               | Результат |
| ----------------------------- | -------------------------------------------- | ----------------- | --------- |
| BAFTA TV 1997                 | Лучший грим                                  | Джин Спик         | Победа    |
| BAFTA TV 1997                 | Лучший дизайн костюмов                       | Розалинда Эббатт  | Номинация |
| BAFTA TV 1997                 | Лучший художественный дизайн                 | Сара Гринвуд      | Номинация |
| BAFTA TV 1997                 | Лучшая операторская работа                   | Дэф Хобсон        | Номинация |
| Премия Пибоди 1998            |                                              | BBC и WGBH Boston | Победа    |
| Royal Television Society 1997 | Лучшая камера — драма                        | Дэф Хобсон        | Победа    |
| Royal Television Society 1997 | Лучшая музыка — оригинальный саундтрек       | Ричард Г. Митчелл | Победа    |
| Royal Television Society 1997 | Лучшая работа художника-постановщика — драма | Сара Гринвуд      | Победа    |